# Музей кошки
Музей кошки — учреждение музейного типа, постоянная экспозиция которого целиком посвящена кошачьей тематике. Главным критерием при отборе произведений в музейные коллекции изобразительного и декоративно-прикладного искусства является наличие образа кошки. Музей был основан ветеринарным врачом эрмитажных котов Анной Кондратьевой в декабре 2008 года.

## Коллекция
Историческая часть экспозиции Музея кошки, поделенная на ряд тематических разделов: «Египетский уголок», «Японский уголок», «Кошка на Руси», «Кошки в блокадном Ленинграде», включает произведения лубочного искусства, декоративно-прикладного искусства, фотоматериалы, документы и репродукции исторических документов, свидетельствующих об истории кошки в мировой истории.
Художественная часть коллекции представлена произведениями современных российских художников (Владимира Румянцева, Татьяны Родионовой, Светланы Петровой, Татьяны Капустиной, Елены Лазаревой, Марины Красильниковой, Алана Албега, Татьяны Петровой, Ирины Касперской, членов художественной группы «Митьки» и других.
В Музее кошки работает несколько четвероногих сотрудников: это коты, которые раньше «работали» в Государственном Эрмитаже.

## Деятельность
Миссия музея — знакомство посетителей с историей длительных взаимоотношений Человека и Кошки, одомашнивание которой, как показывают последние исследования, началось около 10 000 лет назад.
Экскурсионная программа направлена на подробное освещение становления фелинологии (науки о кошках) в России, раскрытие образа кошки в устном народном творчестве, в произведениях русских художников и писателей. Особое внимание уделено истории Эрмитажных котов и судьбе кошек в блокадном Ленинграде.
Музей проводит мастер-класс «Доктора Айболита» в ветеринарной клинике, расположенной в том же здании. В ходе мастер-класса посетители, исследуя истории болезни реальных животных, получают основные навыки ухода за домашними животными.
С ноября 2013 года Музей кошки участвует в социально-воспитательной программе, разработанной Юрием Куклачевым.
Музей кошки является постоянным участником программы «Ночь музеев».
В 2011 году Музей кошки открыл своё представительство в центре Петербурга — «Республику кошек». «Республика кошек» стала первым котокафе в России. В нём постоянно проживает около 20 эрмитажных котов.
Музей кошки активно занимается популяризацией идеи зоогуманного отношения к животным. В 2015 году Музей кошки выступил инициатором проведения Международного Дня кастрации домашних животных SpayDay в России.

## Музеи кошки в других странах мира
- Московский музей кошки
- Музей кота (Минск, Беларусь)
- Кошачий кабинет (KattenKabinet) (Амстердам, Нидерланды)
- Кошкин Дом (Casa De Los Gatos) (Барселона, Испания)
- Музей Кошки Сан-Франциско (Cats Museum of San Francisco) (Сан-Франциско, США)
- Kuching Cat Museum[англ.] (Кучинг, Малайзия)
- Garros Galería[англ.] (Мехико, Мексика)
- Музей Кошек в г. Котор (Черногория)